# Ново-Петрівський геологічний розріз
«Ново-Петрі́вський геологі́чний ро́зріз» — геологічна пам'ятка природи місцевого значення в Україні. Розташована на території Вишгородського району Київської області, в селі Нові Петрівці. 

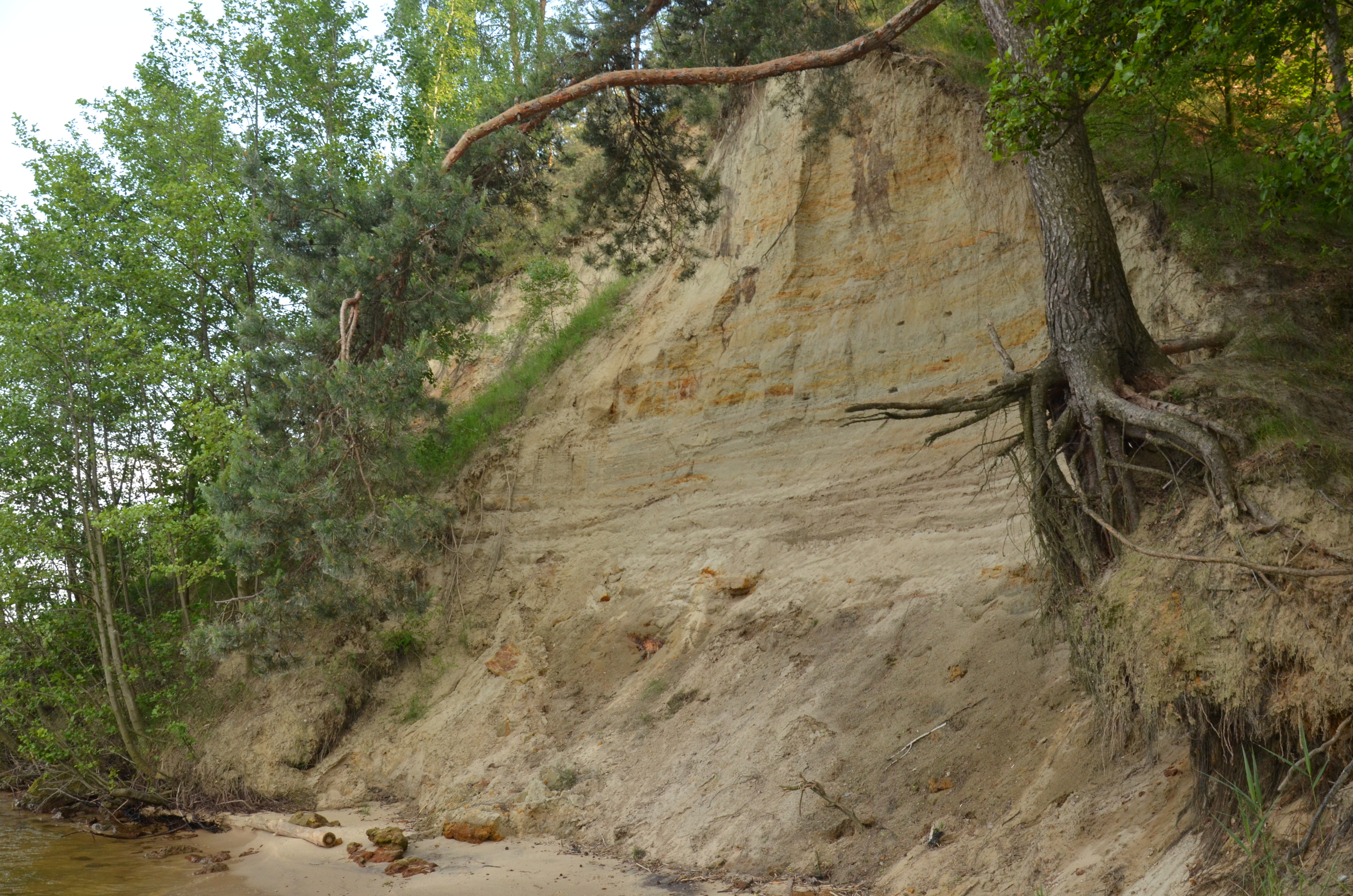
Ново-Петрівський геологічний розріз

Займає площу 2 га. Статус надано згідно з рішенням Київського облвиконкому № 510 від 29 жовтня 1979 року. Перебуває у підпорядкуванні ДП «Київська лісова науково-дослідна станція». 
На березі Київського водосховища у стіні кар'єру та в яру, що перетинає село, оголюються відклади неогенового та палеогенового віку. Найпотужніший шар становить 50—60 м. Об'єкт має серію різноманітних порід, окрасою яких є пісковик (потужністю 2,5—3 м). Він містить скам'янілі ядра прісноводних пелеципод.